# L'Homme en colère
Ne pas confondre avec la série télévisée française Un homme en colère.
Pour plus de détails, voir Fiche technique et Distribution.
L'Homme en colère est un film franco-canadien réalisé par Claude Pinoteau sorti en 1979. Le film est parfois désigné sous le titre Un homme en colère.

## Synopsis
Romain Dupré (Lino Ventura), ancien pilote de ligne et veuf, est invité à se rendre à Montréal pour une triste formalité : reconnaître le cadavre de son fils Julien, avec lequel il est brouillé, abattu lors d'un contrôle de police après avoir tué un des deux patrouilleurs.
Arrivé dans la métropole québécoise, le Français se rend à la morgue, mais il découvre avec surprise que le corps n'est pas celui de son fils. Pourtant le passeport de l'inconnu portait bien son nom, et la voiture des tireurs qui a pu prendre la fuite appartenait à son fils. Romain commence à enquêter de son côté. Il découvre que Julien résidait dans le pays sans titre de séjour, et qu'il a dû se résoudre à gagner sa vie grâce à des activités illicites, comme des trafics de stupéfiants ou des convoyages de clandestins sur la frontière séparant le Canada des États-Unis. Alors qu'il continue ses recherches, Romain est agressé violemment par des inconnus. Il comprend donc que son fils a de sérieux problèmes avec des réseaux criminels.
Avec l'aide bienveillante d'une femme rencontrée par hasard, Karen (Angie Dickinson), il découvre l'existence de la petite amie de Julien. Mais il se retrouve aussi traqué lui-même par les criminels, qui vont ensuite agresser sauvagement la jeune fille pour lui faire dire où se trouve Julien. Il comprend que ceux qui recherchent son fils sont persuadés qu'il connaît son adresse. Dans le même temps, la police semble inactive, mais elle surveille de loin les pérégrinations du père en colère, espérant récolter des indices déterminants sur ces réseaux criminels.
Le père retrouvera  finalement son fils alors que, en possession de la grosse somme d'argent avec laquelle Julien s'est enfui et que les criminels veulent récupérer, celui-ci s'apprête à passer la frontière américaine en espérant refaire sa vie en Californie. Romain tente de convaincre son fils, en vain, quand surgissent simultanément des hommes du milieu et la police. Une fusillade éclate au cours de laquelle Romain est blessé. Julien renonce alors à son projet et se rend, tandis que ses poursuivants sont appréhendés.

## Fiche technique
- Titre : L'Homme en colère
- Réalisation : Claude Pinoteau
- Scénario : Claude Pinoteau, Charles E. Israel et Jean-Claude Carrière
- Musique : Claude Bolling
- Directeur de la photographie : Jean Boffety
- Montage : Marie-Josèphe Yoyotte
- Création des décors : Earl G. Preston
- Création des costumes : Blanche-Danielle Boileau
- Sociétés de production : Cinévidéo, France Régions 3 Cinéma, Les Films Ariane
- Format : couleur
- Son : Mono
- Pays de production :  France,  Canada
- Genre : drame
- Durée : 105 minutes
- Date de sortie :	
  - France : 14 mars 1979
- Box-office : 924 340 entrées

## Distribution
- Lino Ventura (VF : Lui-même) : Romain Dupré, le père
- Angie Dickinson (VF : Jacqueline Porel) : Karen
- Laurent Malet : Julien Dupré, le fils (adulte)
- Olivier Guespin : Julien Dupré, le fils (adolescent). À noter que les deux acteurs qui incarnent Julien à dix ans d'intervalle, sont demi-frères dans la réalité. Ce qui explique leur ressemblance.
- Holly McLaren : Nancy
- Donald Pleasence (VF : Roger Carel) : Albert Pumpelmayer
- Lisa Pelikan (VF : Maïk Darah) : Anne Garret
- Chris Wiggins (VF : Marcel Bozzuffi) : Capitaine MacKenzie
- R.H. Thomson (VF : Patrick Floersheim) : Borke
- Peter Hicks : Lentini
- Sonny Forbes (VF : Sady Rebbot) : Le boxeur qui s'entraîne à la poire de vitesse et qui donne le nom de Borke
- Vlasta Vrana (VF : Daniel Gall) : Le gérant du club
- Edouard Carpentier (VF : Jacques Deschamps) : Portier du Club
- Aubert Pallascio (VF : Raymond Loyer) : Parker
- Prudence Harrington :
- Andrew Semple : Jeune homme dans la discothèque